# Kamory Doumbia
Kamory Doumbia (Bamako, 18 febbraio 2003) è un calciatore maliano, centrocampista del Brest e della nazionale maliana.

## Carriera

### Club
Cresciuto calcisticamente nella JMG Academy di Bamako, il 9 luglio 2021 viene acquistato dallo Stade Reims. Esordisce in prima squadra il 19 dicembre successivo, nell'incontro della Coppa di Francia vinto per 0-1 contro il Reims Sainte-Anne; un mese dopo ha debuttato anche in Ligue 1, giocando l'incontro pareggiato per 0-0 sul campo del Clermont Foot.

### Nazionale
Fa il suo esordio in nazionale il 23 settembre 2022 nell'amichevole vinta 1-0 contro lo Zambia, in cui lui ha fornito l'assist per la rete decisiva a El Bilal Touré.
Il 24 marzo 2023 realizza il suo primo gol per il Mali andando subito a segno nel 2-0 contro il Gambia.

## Statistiche

### Presenze e reti nei club
Statistiche aggiornate al 1º maggio 2022.
| Stagione        | Squadra         | Campionato      | Campionato | Campionato | Coppe nazionali | Coppe nazionali | Coppe nazionali | Coppe continentali | Coppe continentali | Coppe continentali | Altre coppe | Altre coppe | Altre coppe | Totale | Totale |
| Stagione        | Squadra         | Comp            | Pres       | Reti       | Comp            | Pres            | Reti            | Comp               | Pres               | Reti               | Comp        | Pres        | Reti        | Pres   | Reti   |
| --------------- | --------------- | --------------- | ---------- | ---------- | --------------- | --------------- | --------------- | ------------------ | ------------------ | ------------------ | ----------- | ----------- | ----------- | ------ | ------ |
| 2021-2022       | Stade Reims 2   | N2              | 14         | 8          |                 | -               | -               |                    | -                  | -                  |             | -           | -           | 14     | 8      |
| 2021-2022       | Stade Reims     | L1              | 8          | 2          | CF              | 2               | 0               |                    | -                  | -                  |             | -           | -           | 10     | 2      |
| 2022-2023       | Stade Reims     | L1              | 26         | 2          | CF              | 3               | 0               | -                  | -                  | -                  | -           | -           | -           | 29     | 2      |
| Totale Reims    | Totale Reims    | Totale Reims    | 34         | 4          |                 | 5               | 0               |                    | -                  | -                  |             | -           | -           | 39     | 4      |
| 2023-2024       | Brest           | L1              | 21         | 6          | CF              | 1               | 0               | -                  | -                  | -                  | -           | -           | -           | 22     | 6      |
| Totale carriera | Totale carriera | Totale carriera | 69         | 18         |                 | 6               | 0               |                    | -                  | -                  |             | -           | -           | 75     | 18     |

### Cronologia presenze e reti in nazionale
| Cronologia completa delle presenze e delle reti in nazionale ― Mali | Cronologia completa delle presenze e delle reti in nazionale ― Mali | Cronologia completa delle presenze e delle reti in nazionale ― Mali | Cronologia completa delle presenze e delle reti in nazionale ― Mali | Cronologia completa delle presenze e delle reti in nazionale ― Mali | Cronologia completa delle presenze e delle reti in nazionale ― Mali | Cronologia completa delle presenze e delle reti in nazionale ― Mali | Cronologia completa delle presenze e delle reti in nazionale ― Mali |
| Data                                                                | Città                                                               | In casa                                                             | Risultato                                                           | Ospiti                                                              | Competizione                                                        | Reti                                                                | Note                                                                |
| ------------------------------------------------------------------- | ------------------------------------------------------------------- | ------------------------------------------------------------------- | ------------------------------------------------------------------- | ------------------------------------------------------------------- | ------------------------------------------------------------------- | ------------------------------------------------------------------- | ------------------------------------------------------------------- |
| 23-9-2022                                                           | Bamako                                                              | Mali                                                                | 1 – 0                                                               | Zambia                                                              | Amichevole                                                          | -                                                                   | 63’                                                                 |
| 24-3-2023                                                           | Bamako                                                              | Mali                                                                | 2 – 0                                                               | Gambia                                                              | Qual. Coppa d'Africa 2023                                           | 1                                                                   |                                                                     |
| 18-6-2023                                                           | Brazzaville                                                         | Rep. del Congo                                                      | 0 – 2                                                               | Mali                                                                | Qual. Coppa d'Africa 2023                                           | -                                                                   | 70’                                                                 |
| 8-9-2023                                                            | Bamako                                                              | Mali                                                                | 4 – 0                                                               | Sudan del Sud                                                       | Qual. Coppa d'Africa 2023                                           | 2                                                                   | 77’                                                                 |
| 12-9-2023                                                           | Abidjan                                                             | Costa d'Avorio                                                      | 0 – 0                                                               | Mali                                                                | Amichevole                                                          | -                                                                   |                                                                     |
| 13-10-2023                                                          | Bamako                                                              | Mali                                                                | 1 – 0                                                               | Uganda                                                              | Amichevole                                                          | -                                                                   | 68’                                                                 |
| 17-10-2023                                                          | Portimão                                                            | Arabia Saudita                                                      | 1 – 3                                                               | Mali                                                                | Amichevole                                                          | -                                                                   | 69’                                                                 |
| 17-11-2023                                                          | Bamako                                                              | Mali                                                                | 3 – 1                                                               | Ciad                                                                | Qual. Mondiali 2026                                                 | 1                                                                   | 70’                                                                 |
| 20-11-2023                                                          | Bamako                                                              | Mali                                                                | 1 – 1                                                               | Rep. Centrafricana                                                  | Qual. Mondiali 2026                                                 | 1                                                                   | 76’                                                                 |
| 6-1-2024                                                            | Bamako                                                              | Mali                                                                | 6 – 2                                                               | Guinea-Bissau                                                       | Amichevole                                                          | 1                                                                   | 33’ 46’                                                             |
| 16-1-2024                                                           | Korhogo                                                             | Mali                                                                | 2 – 0                                                               | Sudafrica                                                           | Coppa d'Africa 2023 - 1º turno                                      | -                                                                   |                                                                     |
| 20-1-2024                                                           | Korhogo                                                             | Tunisia                                                             | 1 – 1                                                               | Mali                                                                | Coppa d'Africa 2023 - 1º turno                                      | -                                                                   | 83’                                                                 |
| 24-1-2024                                                           | San-Pédro                                                           | Namibia                                                             | 0 – 0                                                               | Mali                                                                | Coppa d'Africa 2023 - 1º turno                                      | -                                                                   | 53’                                                                 |
| 30-1-2024                                                           | Korhogo                                                             | Mali                                                                | 2 – 1                                                               | Burkina Faso                                                        | Coppa d'Africa 2023 - Ottavi di finale                              | -                                                                   |                                                                     |
| 3-2-2024                                                            | Bouaké                                                              | Mali                                                                | 1 – 2 dts                                                           | Costa d'Avorio                                                      | Coppa d'Africa 2023 - Quarti di finale                              | -                                                                   | 90+7’                                                               |
| 22-3-2024                                                           | Marrakech                                                           | Mali                                                                | 2 – 0                                                               | Mauritania                                                          | Amichevole                                                          | -                                                                   |                                                                     |
| 26-3-2024                                                           | Marrakech                                                           | Mali                                                                | 2 – 0                                                               | Nigeria                                                             | Amichevole                                                          | 1                                                                   | 90+1’                                                               |
| 6-6-2024                                                            | Bamako                                                              | Mali                                                                | 1 – 2                                                               | Ghana                                                               | Qual. Mondiali 2026                                                 | 1                                                                   |                                                                     |
| 11-6-2024                                                           | Johannesburg                                                        | Madagascar                                                          | 0 – 0                                                               | Mali                                                                | Qual. Mondiali 2026                                                 | -                                                                   | 72’                                                                 |
| 15-11-2024                                                          | Maputo                                                              | Mozambico                                                           | 0 – 1                                                               | Mali                                                                | Qual. Coppa d'Africa 2025                                           | 1                                                                   | 69’                                                                 |
| 19-11-2024                                                          | Bamako                                                              | Mali                                                                | 6 – 0                                                               | eSwatini                                                            | Qual. Coppa d'Africa 2025                                           | 1                                                                   | 78’                                                                 |
| 20-3-2025                                                           | Berkane                                                             | Comore                                                              | 0 – 3                                                               | Mali                                                                | Qual. Mondiali 2026                                                 | 2                                                                   | 72’                                                                 |
| 24-3-2025                                                           | Casablanca                                                          | Rep. Centrafricana                                                  | 0 – 0                                                               | Mali                                                                | Qual. Mondiali 2026                                                 | -                                                                   |                                                                     |
| 5-6-2025                                                            | Orléans                                                             | RD del Congo                                                        | 1 – 0                                                               | Mali                                                                | Amichevole                                                          | -                                                                   | 62’                                                                 |
| Totale                                                              |                                                                     | Presenze                                                            | 24                                                                  |                                                                     | Reti (10º posto)                                                    | 12                                                                  |                                                                     |